# نيكولاس كولاسانتو
نيكولاس كولاسانتو (بالإنجليزية: Nicholas Colasanto) مواليد 19 يناير 1924 في بروفيدنس، الولايات المتحدة - الوفاة 12 فبراير 1985 في لوس أنجلوس، كاليفورنيا، الولايات المتحدة، هو ممثل ومخرج أمريكي بدأ مسيرته الفنية سنة 1959. امتدت مسيرته الفنية لأكثر من 26 عاما.

## الأعمال
- الثور الهائج
- شيرز
- ميشين إمبوسيبول
- أيرون سايد
- هاواي فايف أو
- بونانزا
- كولمبو

## روابط خارجية
- نيكولاس كولاسانتو على موقع IMDb (الإنجليزية)
- نيكولاس كولاسانتو على موقع ألو سيني (الفرنسية)
- نيكولاس كولاسانتو على موقع أول موفي (الإنجليزية)
- نيكولاس كولاسانتو على موقع قاعدة بيانات الأفلام السويدية (السويدية)
- نيكولاس كولاسانتو على موقع قاعدة بيانات الفيلم (الإنجليزية)
- نيكولاس كولاسانتو على موقع كينوبويسك (الروسية)